# Hierum
Hierum is een verdwenen nederzetting op Terschelling waarvan de naam in enkele Middeleeuwse geschriften voorkomt. De nederzetting moet hebben gelegen in het gebied van de huidige Waddenzee ten zuiden van het waddeneiland, tegenwoordig onderdeel van de provincie Friesland (Nederland). Over de exacte locatie is niets bekend. Hierum bestond al niet meer in 1630.